# Hainfeld (Allemagne)
Pour les articles homonymes, voir Hainfeld (homonymie).
Hainfeld est une municipalité de la Verbandsgemeinde Edenkoben, dans l'arrondissement de la Route-du-Vin-du-Sud, en Rhénanie-Palatinat, dans l'ouest de l'Allemagne.